# Operazione Nuvole d'autunno
L'operazione Nuvole d'autunno (in ebraico  מבצע ענני סתיו‎? Mivtza Ananei Stav) è stata un'operazione militare israeliana che ha avuto inizio il 1 ° novembre 2006, quando le forze di difesa israeliane (IDF) sono entrate nella Striscia di Gaza nei pressi di Beit Hanun. L'operazione è stata lanciata per fermare gli attacchi di razzi palestinesi contro Israele.
Il 5 novembre il primo ministro israeliano Ehud Olmert ha detto l'operazione sarebbe continuata fino a che i razzi palestinesi non fossero diminuiti notevolmente.
Il 5 novembre quattro missili Qassam lanciati dalla zona settentrionale di Gaza hanno colpito Sderot, provocando uno shock ad una persona. 53 palestinesi, tra cui 16 civili, e un soldato IDF, sono stati uccisi dal 31 ottobre.

## L'incidente di Beit Hanoun
Il bombardamento di Beit Hanoun è stato un incidente avvenuto l'8 novembre 2006 in cui le forze di difesa israeliane hanno colpito per errore una fila di case nella striscia di Gaza, nella città di Beit Hanoun, uccidendo 19 palestinesi e ferendone più di 40. Il bombardamento ha seguito il ritiro di Israele dalla Striscia di Gaza. Israele si è scusato, e ha attribuito l'incidente ad un guasto tecnico.